# Islam in Gibraltar

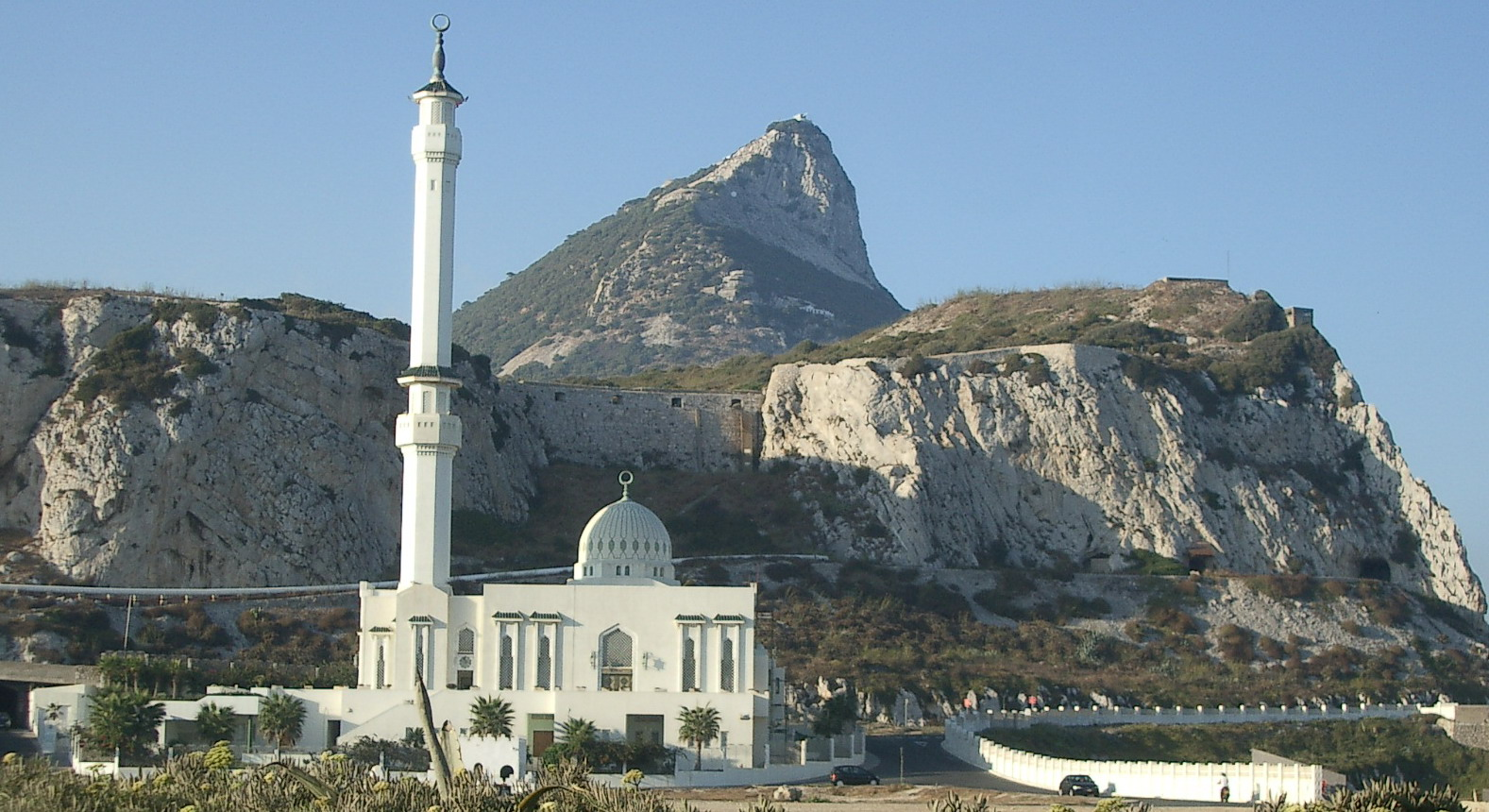
De Ibrahim-al-Ibrahim-moskee in Gibraltar

Volgens de laatste census uit 2012 zijn er 1.166 moslims in Gibraltar, die 3,6% van de bevolking vormen. Ongeveer de helft van de moslims heeft een Marokkaanse nationaliteit.

## Geschiedenis
Historisch gezien kreeg de islam in Europa als eerste voet aan de grond in Gibraltar, toen Tariq ibn Zijad, een Moorse legerleider, er in 711 zijn ankers neerliet. Deze plaats, die naar hem Jabal-al-Tariq (Berg van Tariq) werd genoemd, staat nu bekend als Gibraltar.
De grootste moskee van Gibraltar is de in 1997 in gebruik genomen Ibrahim-al-Ibrahim-moskee.

## Heerschappij
- Omajjaden (711-750)
- Abbasiden (750-756)
- Emiraat Córdoba (756-929)
- Kalifaat Córdoba (929-1031)
- Eerste Taifa periode (1031-1091)
- Almoraviden (1091-1145)
- Tweede Taifa periode (1145-1151)
- Almohaden (1151-1212)
- Derde Taifa periode (1212-1238)
- Nasriden & Meriniden (1238-1462)